# Monhystera longicapitata
Monhystera longicapitata är en rundmaskart som beskrevs av Nikolai Nikolaievich Filipjev 1922. Monhystera longicapitata ingår i släktet Monhystera och familjen Monhysteridae. Arten är reproducerande i Sverige. Inga underarter finns listade i Catalogue of Life.